# Patrick Vial
Patrick Lucien Vial (* 24. Dezember 1946 in Paris) ist ein ehemaliger französischer Judoka. Er war Olympiadritter 1976.
Der 1,70 m große Vial kämpfte bis 1976 in der Gewichtsklasse bis 70 Kilogramm. Vial gewann 1969 bei den Europameisterschaften in Ostende eine Bronzemedaille. 1970 erkämpfte er seinen ersten französischen Meistertitel, 1972, 1973 und 1976 folgten drei weitere Titel. Bei den Olympischen Spielen 1972 in München gewann er seine ersten zwei Kämpfe und schied dann gegen den Polen Antoni Zajkowski aus. Bei den Judo-Weltmeisterschaften 1973 belegte Vial nach Niederlagen gegen den Japaner Kazuo Yoshimura und Dietmar Hötger aus der DDR den fünften Platz. Ebenfalls Fünfter war Vial bei den Europameisterschaften 1976. Bei seiner zweiten Olympiateilnahme 1976 in Montreal gewann er seine ersten zwei Kämpfe und unterlag im Halbfinale dem Japaner Kōji Kuramoto. Im Kampf um die Bronzemedaille besiegte Vial den Briten Vacinuff Morrison.
1977 kämpfte er nach Neuordnung der Gewichtsklassen im Leichtgewicht bis 71 Kilogramm. In diesem Jahr war er noch einmal Zweiter der französischen Meisterschaften.